# Стефан Стефанов (диригент)
Вижте пояснителната страница за други личности с името Стефан Стефанов.
Стефан Стефанов (13 февруари 1922, град Копривщица – 28 септември 1989, село Елин Пелин) е български композитор, диригент, музикален педагог и учител по френски език.
През 1948 година като диригент Стефан Стефанов поставя на сцената на Народно читалище „Съединение – 1888“ – село Драганово оперета по едноименния разказ на Йордан Йовков „Шибил“. Либретото и нотите са на учителя му Дамян Брайков, също от Копривщица. Музиката и либретото и са съхранени от Стефан Стефанов, още от времето на ученическите му години в град Копривщица. Ученици и младежи от селото се превъплъщават в ролите на всички герои. Така поставена оперетата се превръща в най-значителното културно събитие в селото за няколко години напред. След закриването на гимназията в селото през 1949 година Стефанов работи в училището в гр. Елин Пелин. Там продължава развитието на музикалните му способности. Създава детски и младежки оркестър. Става директор на училището, а след години признателните елинпелински поколения наричат училището и Представителения духов оркестър „Стефан Стефанов“ към Народно читалище „Светлина – 1975“ село Елин Пелин. Освен този оркестър в чест на учителя със същото име е наречено и Основно училище „Стефан Стефанов“ в село Елин Пелин, преди това носещо името на светите братя Кирил и Методий.
За културна дейност на село Елин Пелин се говори още през 50-те години на XX век. Истински подем на културния живот на това място започва с идването на учителя Стефан Стефанов. Тук той организира и представления на оперети като „Запорожец отвъд Дунав“, „Шибил“, „Сватба в Малиновка“ и други.
Патронът на Елинпелинския оркестър, Стефан Стефанов е погребан в Копривщица и дълги години на всеки 1 май, на празника на Копривщица неговия духов оркестър идва заедно с мажоретния си състав за участие в тържествата. В Елин Пелин си сътрудничи с маестро Добрин Иванов. 